# Arroyo Murciélago
Arroyo Murciélago är en ort i Mexiko.   Den ligger i kommunen San Pedro Ixcatlán och delstaten Oaxaca, i den sydöstra delen av landet, 300 km sydost om huvudstaden Mexico City. Arroyo Murciélago ligger 96 meter över havet och antalet invånare är 639.
Terrängen runt Arroyo Murciélago är varierad. Runt Arroyo Murciélago är det ganska glesbefolkat, med 39 invånare per kvadratkilometer. Närmaste större samhälle är San Pedro Ixcatlán, 3,9 km öster om Arroyo Murciélago. Omgivningarna runt Arroyo Murciélago är en mosaik av jordbruksmark och naturlig växtlighet.